# 17.ª etapa do Giro d'Italia de 2021
A 17.ª etapa do Giro d'Italia de 2021 teve lugar a 26 de maio de 2021 entre Canazei e Sega di Ala sobre um percurso de 193 km e foi vencida pelo irlandês Daniel Martin da equipa Israel Start-Up Nation. O colombiano Egan Bernal manteve a liderança uma jornada mais.

## Classificação da etapa
| Canazei - Sega di Ala | alta montanha | (193 km) |

| \| Classificação por etapas \| Classificação por etapas \| Classificação por etapas \| Classificação por etapas \| Classificação por etapas \| \| Ciclista \| Ciclista \| Equipe \| Tempo \| \| \| ------------------------ \| ------------------------ \| ------------------------ \| ------------------------ \| ------------------------ \| \| 1. \| Daniel Martin \| Israel Start-Up Nation \| 4h54m38s \| \| \| 2. \| João Almeida \| Deceuninck-Quick Step \| + 13s \| \| \| 3. \| Simon Yates \| BikeExchange \| + 30s \| \| \| 4. \| Diego Ulissi \| UAE Team Emirates \| + 1m20s \| \| \| 5. \| Damiano Caruso \| Bahrain Victorious \| + 1m20s \| \| \| 6. \| Daniel Felipe Martínez \| Ineos Grenadiers \| + 1m23s \| \| \| 7. \| Egan Bernal \| Ineos Grenadiers \| + 1m23s \| \| \| 8. \| Antonio Pedrero \| Movistar Team \| + 1m38s \| \| \| 9. \| Pello Bilbao \| Bahrain Victorious \| + 1m43s \| \| \| 10. \| George Bennett \| Jumbo-Visma \| + 2m21s \| \| |                        |                        |          |
| |                        |                        |          |
| Fonte: ProCyclingStats |                        |                        |          |
| Classificação por etapas |                        |                        |          |
| Ciclista | Ciclista               | Equipe                 | Tempo    |
| 1. | Daniel Martin          | Israel Start-Up Nation | 4h54m38s |
| 2. | João Almeida           | Deceuninck-Quick Step  | + 13s    |
| 3. | Simon Yates            | BikeExchange           | + 30s    |
| 4. | Diego Ulissi           | UAE Team Emirates      | + 1m20s  |
| 5. | Damiano Caruso         | Bahrain Victorious     | + 1m20s  |
| 6. | Daniel Felipe Martínez | Ineos Grenadiers       | + 1m23s  |
| 7. | Egan Bernal            | Ineos Grenadiers       | + 1m23s  |
| 8. | Antonio Pedrero        | Movistar Team          | + 1m38s  |
| 9. | Pello Bilbao           | Bahrain Victorious     | + 1m43s  |
| 10. | George Bennett         | Jumbo-Visma            | + 2m21s  |

## Classificações ao final da etapa
- As classificações finalizaram da seguinte forma:[2]

### Classificação geral(Maglia Rosa)
| \| Classificação geral \| Classificação geral \| Classificação geral \| Classificação geral \| Classificação geral \| \| Ciclista \| Ciclista \| Equipe \| Tempo \| \| \| ------------------- \| ---------------------- \| --------------------- \| ------------------- \| ------------------- \| \| 1. \| Egan Bernal \| Ineos Grenadiers \| 71h32m05s \| \| \| 2. \| Damiano Caruso \| Bahrain Victorious \| + 2m21s \| \| \| 3. \| Simon Yates \| BikeExchange \| + 3m23s \| \| \| 4. \| Aleksandr Vlasov \| Astana-Premier Tech \| + 6m03s \| \| \| 5. \| Hugh Carthy \| EF Education-Nippo \| + 6m09s \| \| \| 6. \| Romain Bardet \| Team DSM \| + 6m31s \| \| \| 7. \| Daniel Felipe Martínez \| Ineos Grenadiers \| + 7m17s \| \| \| 8. \| João Almeida \| Deceuninck-Quick Step \| + 8m45s \| \| \| 9. \| Tobias Foss \| Jumbo-Visma \| + 9m18s \| \| \| 10. \| Giulio Ciccone \| Trek-Segafredo \| + 11m26s \| \| |                        |                       |           |
| |                        |                       |           |
| Fonte: ProCyclingStats |                        |                       |           |
| Classificação geral |                        |                       |           |
| Ciclista | Ciclista               | Equipe                | Tempo     |
| 1. | Egan Bernal            | Ineos Grenadiers      | 71h32m05s |
| 2. | Damiano Caruso         | Bahrain Victorious    | + 2m21s   |
| 3. | Simon Yates            | BikeExchange          | + 3m23s   |
| 4. | Aleksandr Vlasov       | Astana-Premier Tech   | + 6m03s   |
| 5. | Hugh Carthy            | EF Education-Nippo    | + 6m09s   |
| 6. | Romain Bardet          | Team DSM              | + 6m31s   |
| 7. | Daniel Felipe Martínez | Ineos Grenadiers      | + 7m17s   |
| 8. | João Almeida           | Deceuninck-Quick Step | + 8m45s   |
| 9. | Tobias Foss            | Jumbo-Visma           | + 9m18s   |
| 10. | Giulio Ciccone         | Trek-Segafredo        | + 11m26s  |

### Classificação por pontos(Maglia Ciclamino)
| Classificação por pontos | Classificação por pontos | Classificação por pontos           | Classificação por pontos | Classificação por pontos |
| Ciclista                 | Ciclista                 | Equipe                             | Pontos                   |                          |
| ------------------------ | ------------------------ | ---------------------------------- | ------------------------ | ------------------------ |
| 1.                       | Peter Sagan              | Bora-Hansgrohe                     | 135 pts                  |                          |
| 2.                       | Davide Cimolai           | Israel Start-Up Nation             | 113 pts                  |                          |
| 3.                       | Fernando Gaviria         | UAE Team Emirates                  | 110 pts                  |                          |
| 4.                       | Elia Viviani             | Cofidis                            | 86 pts                   |                          |
| 5.                       | Dries De Bondt           | Alpecin-Fenix                      | 63 pts                   |                          |
| 6.                       | Egan Bernal              | Ineos Grenadiers                   | 59 pts                   |                          |
| 7.                       | Edoardo Affini           | Jumbo-Visma                        | 50 pts                   |                          |
| 8.                       | Andrea Pasqualon         | Intermarché-Wanty-Gobert Matériaux | 49 pts                   |                          |
| 9.                       | Umberto Marengo          | Bardiani CSF Faizanè               | 45 pts                   |                          |
| 10.                      | Matteo Moschetti         | Trek-Segafredo                     | 44 pts                   |                          |

### Classificação da montanha(Maglia Azzurra)
| Classificação da montanha | Classificação da montanha | Classificação da montanha | Classificação da montanha | Classificação da montanha |
| Ciclista                  | Ciclista                  | Equipe                    | Pontos                    |                           |
| ------------------------- | ------------------------- | ------------------------- | ------------------------- | ------------------------- |
| 1.                        | Geoffrey Bouchard         | AG2R Citroën Team         | 180 pts                   |                           |
| 2.                        | Egan Bernal               | Ineos Grenadiers          | 109 pts                   |                           |
| 3.                        | Daniel Martin             | Israel Start-Up Nation    | 79 pts                    |                           |
| 4.                        | Bauke Mollema             | Trek-Segafredo            | 53 pts                    |                           |
| 5.                        | Lorenzo Fortunato         | Eolo-Kometa               | 52 pts                    |                           |
| 6.                        | Damiano Caruso            | Bahrain Victorious        | 41 pts                    |                           |
| 7.                        | Dries De Bondt            | Alpecin-Fenix             | 39 pts                    |                           |
| 8.                        | Giulio Ciccone            | Trek-Segafredo            | 34 pts                    |                           |
| 9.                        | João Almeida              | Deceuninck-Quick Step     | 30 pts                    |                           |
| 10.                       | Jan Tratnik               | Bahrain Victorious        | 26 pts                    |                           |

### Classificação dos jovens(Maglia Bianca)
| Classificação dos jovens | Classificação dos jovens | Classificação dos jovens | Classificação dos jovens | Classificação dos jovens |
| Ciclista                 | Ciclista                 | Equipe                   | Tempo                    |                          |
| ------------------------ | ------------------------ | ------------------------ | ------------------------ | ------------------------ |
| 1.                       | Egan Bernal              | Ineos Grenadiers         | 71h32m05s                |                          |
| 2.                       | Aleksandr Vlasov         | Astana-Premier Tech      | + 6m03s                  |                          |
| 3.                       | Daniel Felipe Martínez   | Ineos Grenadiers         | + 7m17s                  |                          |
| 4.                       | João Almeida             | Deceuninck-Quick Step    | + 8m45s                  |                          |
| 5.                       | Tobias Foss              | Jumbo-Visma              | + 9m18s                  |                          |
| 6.                       | Attila Valter            | Groupama-FDJ             | + 35m12s                 |                          |
| 7.                       | Lorenzo Fortunato        | Eolo-Kometa              | + 38m31s                 |                          |
| 8.                       | Remco Evenepoel          | Deceuninck-Quick Step    | + 1h03m12s               |                          |
| 9.                       | Michael Storer           | Team DSM                 | + 1h36m47s               |                          |
| 10.                      | Einer Rubio              | Movistar Team            | + 1h43m37s               |                          |

### Classificação por equipas"Súper team"
| Classificação por equipes | Classificação por equipes | Classificação por equipes | Classificação por equipes |
| Equipe                    | Equipe                    | Tempo                     |                           |
| ------------------------- | ------------------------- | ------------------------- | ------------------------- |
| 1.                        | Ineos Grenadiers          | 15h04m48s                 |                           |
| 2.                        | Jumbo-Visma               | + 26m40s                  |                           |
| 3.                        | Trek-Segafredo            | + 30m29s                  |                           |
| 4.                        | Team BikeExchange         | + 44m26s                  |                           |
| 5.                        | Team DSM                  | + 1h02m11s                |                           |
| 6.                        | Astana-Premier Tech       | + 1h03m19s                |                           |
| 7.                        | Movistar Team             | + 1h09m24s                |                           |
| 8.                        | EF Education-Nippo        | + 1h13m17s                |                           |
| 9.                        | Bahrain Victorious        | + 1h16m52s                |                           |
| 10.                       | Deceuninck-Quick Step     | + 1h28m33s                |                           |

## Abandonos
- Victor Campenaerts não tomou a saída por problemas físicos.[3]
- Rémy Rochas não completou a etapa depois de vários dias com problemas físicos.[4]